# Tim Smolders
Pour les articles homonymes, voir Smolders.
Tim Smolders, né le 26 août 1980 à Geel, est un ancien footballeur belge. 
Il a autrefois joué pour le KFCV Geel, le FC Bruges, le RBC Roosendaal (aux Pays-Bas), le Sporting Charleroi, le KAA La Gantoise et le Cercle de Bruges. Il est actuellement entraîneur-adjoint à l'Union Saint-Gilloise.

## Biographie
Milieu de terrain à vocation offensive, Tim Smolders joue dans le club de sa ville natale, le KFCV Geel, lorsqu'il est recruté en 1998 au FC Bruges. Il effectue ses premiers matches en Jupiler League deux ans après. Il joue 63 matchs et marque 10 buts avec les Blauw-Zwart, avant de partir en 2004, faire deux saisons dans le club néerlandais RBC Roosendaal.
Il est transféré en juillet 2006 au Sporting Charleroi. Il joue 82 matchs et marque 15 buts en deux saisons et demie de championnat dans le club wallon.
Il évolue au KAA La Gantoise à partir de janvier 2009.  Il s'impose rapidement comme un titulaire indiscutable et devient même pendant quelque temps le capitaine du club.
Il est transféré le 1er juin 2012 au Cercle Bruges KSV. Il prend sa retraite en juin 2015.

## Palmarès
- Champion de Belgique en 2003 avec le FC Bruges
- Coupe de Belgique en 2002 avec le FC Bruges
- Coupe de Belgique 2010 avec KAA La Gantoise.